# Ida Husted Harper
Ida Husted Harper (18 de fevereiro de 1851 – 14 de março de 1931) foi uma escritora, jornalista e sufragista estadunidense. Escreveu uma biografia em três volumes da líder sufragista Susan B. Anthony, a pedido da própria.
Serviu como secretária do capítulo de Indiana da National Woman Suffrage Association, tornando-se uma figura proeminente no movimento sufragista feminino nos Estados Unidos e escrevendo colunas sobre questões femininas para vários jornais nos Estados Unidos.